# LW11,5 (Paralympics)
LW11,5 ist eine Startklasse für Sportler im paralympischen Wintersport für Sportler im Ski Nordisch und im Biathlon. Die Zugehörigkeit von Sportlern zur Startklasse ist wie folgt skizziert:
Skisportler der Klasse LW11,5 haben Behinderungen Behinderungen der unteren Extremitäten und des Rumpfes. Die folgenden Minimumkriterien müssen erfüllt sein:
- normale Armfunktionen - und
- annähernd normale Rumpffunktion - und
- reduzierte Beinfunktion (ein- oder zweiseitig) - und
- der Athlet kann mit oder ohne Prothese gehen oder stehen.

Sportler starten sitzend und benutzen für Ski Nordisch / Biathlon einen Sitz-Ski (Skischlitten).
Diese speziellen Skischlitten werden den unterschiedlichen Bedürfnissen der Sportlerin/des Sportlers angepasst und richten sich nach dem Grad der körperlichen Behinderung. Die Klasseneinteilung kennzeichnet den wettbewerbsrelevanten Grad der funktionellen Behinderung eines Sportlers. 